# Rostand Melaping
Rostand Barry Melaping Tchassem (14 de agosto de 1978) es un deportista camerunés que compitió en judo. Ganó tres medallas en el Campeonato Africano de Judo en los años 2001 y 2002.

## Palmarés internacional
| Campeonato Africano | Campeonato Africano | Campeonato Africano | Campeonato Africano |
| Año                 | Lugar               | Medalla             | Categoría           |
| ------------------- | ------------------- | ------------------- | ------------------- |
| 2001                | Trípoli (Libia)     | Medalla de plata    | –90 kg              |
| 2002                | El Cairo (Egipto)   | Medalla de bronce   | –90 kg              |
| 2002                | El Cairo (Egipto)   | Medalla de bronce   | Abierta             |